# La Madone Bardi
Pour les articles homonymes, voir Bardi (homonymie).
La Madone Bardi (en italien : Madonna Bardi ou Madonna tra i santi Giovanni Battista e Giovanni evangelista) est une peinture religieuse de Sandro Botticelli, datant de 1480 - 1481 environ, conservé au Gemäldegalerie à Berlin.

## Histoire
L'œuvre a été complétée vers la fin de 1485 sur commande Agnolo Bardi (d'où le nom du tableau) un riche banquier florentin, pour la chapelle familiale de la basilique Santo Spirito à Florence.

## Thème
L'œuvre reprend un des thèmes de l'iconographie chrétienne, celui de la Vierge en majesté soit une « Vierge au trône »  représentée avec l'Enfant Jésus et entouré de figures saintes, ici  les saints Jean le Baptiste et Saint Jean l'Evangéliste.

## Description
La Vierge vêtue de rouge et de bleu, au centre de la composition caractérisée par la symétrie, est assise sur un trône en marbre posé sur un piédestal en trapèze à panneaux gravés de motifs en bas-reliefs ; elle tient l'Enfant sur ses genoux qui se tend vers son sein à peine découvert par sa main droite. La scène se situe dans un jardin luxuriant à niches de végétation en fond construites en arc.
Les deux saints : Jean le Baptiste portant sa peau de bête et tenant son bâton de roseau à croix est situé à gauche ; Jean l'Évangéliste, un livre ouvert à la main, à droite. Il se tiennent debout sur un rebord de pierre  sur lequel, au centre, reposant devant un grand vase, se trouve un petit tableau représentant la Crucifixion.
Tous les personnages saints portent une auréole.

## Analyse
Les symboles sont nombreux : l'hortus conclusus, symbole de la  virginité de Marie ; les lys blancs, attribut de pureté ; la myrte qui qualifie Marie comme nouvelle Vénus ; le « vase mystique » au pied du trône ou les fleurs blanches et rouges symboles respectifs d'absence de pêché et du sang préfigurant la Passion du Christ à laquelle fait aussi allusion la palmeraie du martyre. L'olivier et le laurier renvoient au mystère de l'Incarnation.
La composition est plutôt statique, animée néanmoins par les hauts tabernacles végétaux et par les vives gesticulations de l'Enfant. La figure de la Vierge est haute et longiligne avec des lignes plus affinées qui lui confèrent un caractère ascétique, témoignant déjà de la crise mystique qui allait atteindre progressivement l'artiste après l'arrivée de Savonarole à Florence. On remarque déjà une faible tension dans les personnages qui sera plus perceptible dans les œuvres successives.
Le plasticisme des figures est marqué, comme l'usage du contraste et de l'expressivité des corps.

## Sources
- (it) Cet article est partiellement ou en totalité issu de l’article de Wikipédia en italien intitulé « Madonna Bardi » (voir la liste des auteurs).